# Geikie Nunatak
Geikie Nunatak är en nunatak i Antarktis. Den ligger i Östantarktis. Argentina och Storbritannien gör anspråk på området. Toppen på Geikie Nunatak är 1 192 meter över havet.
Terrängen runt Geikie Nunatak är platt västerut, men österut är den kuperad. Trakten är obefolkad. Det finns inga samhällen i närheten. 